# Кабра-мора
Ка́бра-мо́ра (лат. Epinephelus adscensionis) — вид лучепёрых рыб из семейства каменных окуней (Serranidae). Распространены в Атлантическом океане. Максимальная длина тела 65 см. Имеют ограниченное промысловое значение.

## Описание
Тело несколько удлинённое, покрыто ктеноидной чешуёй. Высота тела меньше длины головы, укладывается 2,6—3,2 раза в стандартную длину тела (для особей длиной от 13 до 27 см). Длина крупной головы в 2,1—2,5 раза меньше стандартной длины тела. Межглазничное пространство плоское или немного вогнутое. Предкрышка с зазубренным краем, но без заострённого угла. Подкрышка и межкрышечная кость гладкие. Ноздри равны по размеру. Верхняя челюсть доходит до вертикали заднего края глаза. На верхней части жаберной дуги 7—9 жаберных тычинок, а на нижней части 16—19. Длинный спинной плавник с 11 жёсткими колючими лучами и 16—18 мягкими лучами; четвёртый и пятый жёсткие лучи наиболее длинные. Анальный плавник с 3 жёсткими и 8 мягкими лучами. Грудные плавники с 18—20 мягкими лучами, длиннее брюшных плавников. Хвостовой плавник закруглённый. Боковая линия с 48—53 чешуйками. Пилорических придатков 12—14.
Голова, тело и плавники охристого или бледно-зелёного цвета; покрыты красновато-коричневыми точками и бледными пятнами; обычно от трёх до пяти групп тёмно-коричневых пятен у основания спинного плавника. В верхней части хвостового стебля расположено черновато-коричневое пятно. По заднему краю хвостового плавника проходит ряд тёмно-коричневых пятен. У молоди количество пятен на голове, теле и плавниках меньше, но они крупнее.
Максимальная длина тела 65 см, обычно до 35 см. Масса тела до 4,1 кг.

## Биология
Морские придонные рыбы. Обитают над скалистыми рифами на глубине от 2 до 100 м. Питаются крабами и рыбами. Максимальная продолжительность жизни 12 лет.

## Ареал
Широко распространены в умеренных, субтропических и тропических водах Атлантического океана. Западная Атлантика: от штата Массачусетс до юга Бразилии, включая прибрежные воды штатов Южная Каролина и Джорджия; Бермудские острова, Мексиканский залив и Карибское море. Восточная Атлантика: у островов Вознесения, Святой Елены, Сан-Томе.

## Взаимодействие с человеком
В Западной Атлантике имеют ограниченное значение в промысле и спортивной рыбалке. Однако у берегов островов Вознесения и Святой Елены ведётся промысловый лов с использованием ярусов, ловушек и гарпунов. Реализуются в свежем виде.